# Переходные системы от оканья к аканью
Перехо́дные систе́мы от о́канья к а́канью — системы предударного вокализма, отмечаемые в ряде русских диалектов, в которых сочетаются различение и неразличение гласных неверхнего подъёма в первом предударном слоге после твёрдых и мягких согласных. В данных системах вокализма осуществляется переход от оканья в широком смысле (различения в безударных слогах хотя бы части гласных фонем неверхнего подъёма) к аканью в широком смысле (неразличению гласных фонем неверхнего подъёма в безударных слогах).
К переходным системам вокализма относят полно́вское оканье, гдовское оканье, оканье с ассимилятивным аканьем и аканье с ассимилятивным оканьем. Различение в данных системах безударных гласных /о/, /а/ после твёрдых согласных и безударных гласных /о/, /е/, /а/ после мягких согласных или совпадение их в звуке [а] зависит от гласных, находящихся в слове под ударением, в связи с чем соотношение охвата лексики с различаемыми и неразличаемыми безударными гласными является неодинаковым для каждой из переходных систем.

## Полновское оканье
Полно́вское оканье характеризуется неразличением /о/ и /а/ после твёрдых согласных, совпадением их в гласном [а], перед ударными гласными верхнего подъёма, и различением /о/ и /а/ перед остальными ударными гласными: в[а]ды́, к[а]сы́ — тр[а]вы́; в[а]ди́чка — тр[а]ви́нка; к[а]су́ — тр[а]ву́; но в[о]до́й, к[о]со́й — тр[а]во́й; в[о]де́ — тр[а]ве́; в[о]да́, к[о]са́ — тр[а]ва́ и т. п.
После мягких согласных, как и после твёрдых, в первом предударном слоге в соответствии с /о/, /е/, /а/:
- перед твёрдыми согласными не различаются гласные фонемы неверхнего подъёма перед ударными гласными верхнего подъёма (перед /и/, /у/), и различаются гласные [о], [е], [а] перед остальными ударными гласными (перед /о/, /а/); в соответствии с /о/ — у с′[а]стры́; с′[а]стру́, н′[а]су́; но с′[о]стро́й; с′[о]стра́; в соответствии с /е/ — л′[а]сны́е; в л′[а]су́; но л[е]со́чек, за р[е]ко́й; за л[е]са́ми, р[е]ка́; в соответствии с /а/ — р′[а]ды́; в р′[а]ду́; но также и р′[а]до́к, п′[а]то́к; р′[а]да́ми, п′[а]та́к и т. п.
- перед мягкими согласными не различаются гласные фонемы неверхнего подъёма перед ударными гласными верхнего подъёма (перед /и/, /у/), и различаются гласные [е], [е], [а] перед остальными ударными гласными (перед /о/, /е/, /а/); в соответствии с /о/ — л′[а]ти́т; л′[а]ч′у́; но н[е]с′о́шь; в с[е]лế; л[е]т′а́т; в соответствии с /е/ — л′[а]си́на, из р′[а]ки́; б′[а]л′у́; но б[е]л′о́ный (б[и]л′о́ный); б[е]лếть (б[и]лếть); в соответствии с /а/ — гл′[а]ди́, п′[а]ти́; но также и п′[а]т′о́рка; гл′[а]де́ть; гл′[а]д′а́т и т. п.[6]

После мягких согласных различение безударных гласных перед ударным /а/ менее последовательно, чем перед /о/. Почти во всех говорах с полновской системой вокализма отмечается сосуществование гласного [а] с различающимися гласными перед ударными /о/, /е/, (/а/).
Полновское оканье распространено в среднерусских говорах северной части Псковской области. Данный тип предударного вокализма, наряду с гдовским входит в языковой комплекс Гдовской группы западных среднерусских окающих говоров, его название связано с местностью, где это тип оканья был впервые обнаружен и изучен — по названию деревни Полна Полновской волости Гдовского района Псковской области.
Т. Г. Строганова связывает полновский тип вокализма, как и гдовский, с развитием диссимилятивного аканья (несмотря на то, что говоры с диссимилятивным аканьем не соседствуют с гдовскими и полновскими). При этом первичной системой вокализма была полновская, на её основе развилось гдовское оканье. По мнению В. Н. Чекмонаса полновский тип вокализма возник в результате взаимодействия оканья и вокализма гдовского типа, сформировавшегося под влиянием финно-угорских языков с гармонией гласных.

## Гдовское оканье
В переходной системе гдовского оканья /о/ и /а/ после твёрдых согласных не различаются перед ударными гласными верхнего и нижнего подъёмов, и различаются перед гласными верхне-среднего и среднего подъёмов: в[а]ды́, к[а]сы́ — тр[а]вы́; в[а]ди́чка — тр[а]ви́нка; к[а]су́ — тр[а]ву́; в[а]да́, к[а]са́ — тр[а]ва́; но в[о]до́й, к[о]со́й — тр[а]во́й; в[о]де́ — тр[а]ве́ и т. п.
После мягких согласных, как и после твёрдых, в первом предударном слоге в соответствии с /о/, /е/, /а/:
- перед твёрдыми согласными не различаются гласные фонемы неверхнего подъёма перед ударными гласными верхнего и нижнего подъёмов (перед /и/, /у/, /а/), совпадая в звуке [а], и различаются гласные [о], [е], [а] перед ударными гласными верхне-среднего и среднего подъёмов (перед /о/); в соответствии с /о/ — у с′[а]стры́; с′[а]лу́, н′[а]су́; с′[а]стра́, из с′[а]ла́; но с′[о]стро́й, с′[о]лố; в соответствии с /е/ — л′[а]сны́е; в л′[а]су́; за л′[а]са́ми, р′[а]ка́; но л[е]со́чек, за р[е]ко́й; в соответствии с /а/ — р′[а]ды́; в р′[а]ду́; р′[а]да́ми, п′[а]та́к; но также и р′[а]до́к, п′[а]то́к и т. п.
- перед мягкими согласными не различаются гласные фонемы неверхнего подъёма перед ударными гласными верхнего и нижнего подъёмов (перед /и/, /у/, /а/), совпадая в звуке [а], и различаются гласные [е], [е], [а] перед ударными гласными верхне-среднего и среднего подъёмов (перед /о/, /е/); в соответствии с /о/ — л′[а]ти́т; с′[а]ли́ть; л′[а]ч′у́; л′[а]т′а́т; но н[е]с′о́шь; в с[е]лế, л[е]теть; в соответствии с /е/ — л′[а]си́на, из р′[а]ки́; б′[а]л′у́; но б[е]л′о́ный (б[и]л′о́ный); б[е]лếть (б[и]лếть); в соответствии с /а/ — гл′[а]ди́, п′[а]ти́; гл′[а]д′а́т; но также и п′[а]т′о́рка; гл′[а]де́ть и т. п.[6]

Гдовское оканье распространено в среднерусских говорах Псковской области. Данный тип предударного вокализма наряду с полновским входит в языковой комплекс Гдовской группы западных среднерусских окающих говоров.
Т. Г. Строганова связывает гдовский тип вокализма, как и полновский, с диссимилятивным аканьем, при этом гдовское оканье развилось позднее на основе полновского оканья. По мнению В. Н. Чекмонаса, гдовский тип вокализма возник в результате влияния на русские говоры финно-угорских языков с гармонией гласных.
В части тех гдовских говоров, в которых распространено различение безударных гласных после твёрдых согласных перед ударными гласными верхне-среднего и среднего подъёмов, наряду с различением безударных гласных перед мягкими согласными в тех же позициях также отмечается их неразличение после мягких согласных независимо от гласных, находящихся в слове под ударением, называемое гдовским яканьем, или яканьем гдовского типа, в котором в первом предударном слоге в соответствии с /о/, /е/, /а/:
- перед твёрдыми согласными гласные фонемы неверхнего подъёма перед ударными гласными верхнего и нижнего подъёмов (перед /и/, /у/, /а/) совпадают в звуке [а], и перед ударным гласным /о/ совпадают в звуке [и]; в соответствии с /о/ — у с′[а]стры́; с′[а]лу́, н′[а]су́; с′[а]стра́, из с′[а]ла́; с[и]стро́й, с[и]лố; в соответствии с /е/ — л′[а]сны́е; в л′[а]су́; за л′[а]са́ми, р′[а]ка́; л[и]со́чек, за р[и]ко́й; в соответствии с /а/ — р′[а]ды́; в р′[а]ду́; р′[а]да́ми, п′[а]та́к; р[и]до́к, п[и]то́к и т. п.
- перед мягкими согласными гласные фонемы неверхнего подъёма перед ударными гласными верхнего и нижнего подъёмов (перед /и/, /у/, /а/) совпадают в звуке [а], и перед ударными гласными /о/, /е/ совпадают в звуке [и]; в соответствии с /о/ — л′[а]ти́т; с′[а]ли́ть; л′[а]ч′у́; л′[а]т′а́т; н[и]с′о́шь; в с[и]лế, л[и]теть; в соответствии с /е/ — л′[а]си́на, из р′[а]ки́; б′[а]л′у́; б[и]л′о́ный; б[и]лếть; в соответствии с /а/ — гл′[а]ди́, п′[а]ти́; гл′[а]д′а́т; п[и]т′о́рка; гл[и]де́ть и т. п.[17]

Почти во всех говорах с гдовским яканьем перед ударными /о/, /е/ наряду с совпадением безударных гласных [о], [е], [а] в гласном [и] также отмечается совпадение их в [а]. Гдовский тип яканья является частью аканья в широком смысле и не относится к переходным системам вокализма.
Название гдовского оканья и яканья связаны с наименованием лингвистического района, где встречается данное языковое явление — Гдовским районом Псковской области.

## Оканье с ассимилятивным аканьем
В данном типе оканья /о/ и /а/ после твёрдых согласных различаются перед всеми ударными гласными, кроме [а́] (в предударном слоге перед которым произносится [а] на месте /а/ и на месте /о/): в[о]ды́, к[о]сы́ — тр[а]вы́; в[о]ди́чка — тр[а]ви́нка; к[о]су́ — тр[а]ву́; в[о]до́й, к[о]со́й — тр[а]во́й; в[о]де́ — тр[а]ве́; но в[а]да́, к[а]са́ — тр[а]ва́ и т. п.
После мягких согласных в первом предударном слоге в соответствии с /о/, /е/, /а/:
- перед твёрдыми согласными различаются гласные фонемы неверхнего подъёма [о], [е], [а] перед всеми ударными гласными, кроме [а́]; в соответствии с /о/ — у с′[о]стры́; с′[о]стру́, н′[о]су́; с′[о]стро́й; но с′[а]стра́; в соответствии с /е/ — л[е]сны́е; в л[е]су́; л[е]со́чек, за р[е]ко́й; но за л′[а]са́ми, р′[а]ка́; в соответствии с /а/ — р′[а]ды́; в р′[а]ду́; р′[а]до́к, п′[а]то́к; но также и р′[а]да́ми, п′[а]та́к и т. п.
- перед мягкими согласными различаются гласные фонемы неверхнего подъёма [е], [е], [а] перед всеми ударными гласными, кроме [а́]; в соответствии с /о/ — с[е]ли́ть; л[е]ч′у́; н[е]с′о́шь; в с[е]ле́; но с′[а]л′а́не, л′[а]т′а́т; в соответствии с /е/ — л[е]си́на, из р[е]ки́; б[е]л′у́; б[е]л′о́ный; б[е]ле́ть; но заяц-б′[а]л′а́к; в соответствии с /а/ — гл′[а]ди́, п′[а]ти́; п′[а]т′о́рка; гл′[а]де́ть; но также и гл′[а]д′а́т и т. п.[8]

Территорией распространения оканья с ассимилятивным аканьем являются области среднерусских говоров на границе ареалов оканья и аканья. К ним относятся районы к северу от Твери, к югу от Мурома на реке Оке и некоторые другие районы. Схожее явление, называемое ассимилятивным аканьем, отмечается в переходных говорах от юго-западного диалекта белорусского языка к полесским говорам, в которых в первом предударном слоге [о] и [а] различаются перед ударными [i], [у], [о], [ы], [е], и не различаются перед ударным [а].

## Аканье с ассимилятивным оканьем
В данной переходной системе предударного вокализма /о/ и /а/ после твёрдых согласных не различаются, совпадая в гласном [а], перед всеми ударными гласными, кроме [о́] (в предударном слоге перед которым произносится [о] на месте /о/ и [а] на месте /а/): в[а]ды́, к[а]сы́ — тр[а]вы́; в[а]ди́чка — тр[а]ви́нка; к[а]су́ — тр[а]ву́; в[а]де́ — тр[а]ве́; в[а]да́, к[а]са́ — тр[а]ва́; но в[о]до́й, к[о]со́й — тр[а]во́й и т. п.
После мягких согласных в первом предударном слоге в соответствии с /о/, /е/, /а/:
- перед твёрдыми согласными не различаются гласные фонемы неверхнего подъёма перед всеми ударными гласными, кроме [о́], перед которым различаются [о], [е], [а]; в соответствии с /о/ — у с′[а]стры́; с′[а]стру́, н′[а]су́; с′[а]стра́; но с′[о]стро́й; в соответствии с /е/ — л′[а]сны́е; в л′[а]су́; за л′[а]са́ми, р′[а]ка́; но л[е]со́чек, за р[е]ко́й; в соответствии с /а/ — р′[а]ды́; в р′[а]ду́; р′[а]да́ми, п′[а]та́к; но также и р′[а]до́к; п′[а]то́к и т. п.
- перед мягкими согласными не различаются гласные фонемы неверхнего подъёма перед всеми ударными гласными, кроме [о́], перед которым различаются [е], [е], [а]; в соответствии с /о/ — л′[а]ти́т; л′[а]ч′у́; л′[а]т′а́т; в с′[а]ле́, л′[а]те́л; но н[е]с′о́шь; в соответствии с /е/ — л′[а]си́на, из р′[а]ки́; б′[а]л′у́; заяц-б′[а]л′а́к; поб′[а]ле́л; но б[е]л′о́ный; в соответствии с /а/ — гл′[а]ди́, п′[а]ти́; гл′[а]д′а́т; гл′[а]де́ть; но также и п′[а]т′о́рка и т. п.

Аканье с ассимилятивным оканьем также как и оканье с ассимилятивным аканьем распространено в среднерусских говорах в пограничных областях оканья и аканья, включая говоры Плюсского района Псковской области. В окающе-акающих говорах (бел. окаюча-акаючыя гаворкі), распространённых на границе юго-западного диалекта белорусского языка и полесских говоров, встречается явление, называемое ассимилятивным оканьем, в котором в первом предударном слоге [о] и [а] различаются перед ударным [о], и не различаются перед ударными [i], [у], [а], [ы], [е].